# Градина (Подујево)
Градина је археолошки локалитет који се налази у општини Подујево, северозападно од старог гробља у насељу Доње Љупче. На основу решења Покрајинског завода за заштиту споменика културе у Приштини добио је основ за упис у регистар 1986. године. 
На локалитету су откривени остаци тврђаве, чије су димензије биле 150х150 метара, а бедеми су ширине 2,70 метара и направљени су од камена и трпанца. Као везивни материјал коришћено је блато.

## Локалитети на територији општине Подујево
У близини овог налазишта, на територији општине Подујево откривени су и локалитети: 
- Каљаја,
- Остаци цркве Свете Огњене Марије,
- Град Врхлаб,
- Остаци цркве Св. Арханђела,
- Остаци цркве Богородице Браинске,
- Археолошко налазиште Пољанице,
- Остаци цркве Св. Цара Константина и царице Јелене,
- Остаци старе цркве и старог гробља,
- Црква Св. арханђела Михаила (Летњег),
- Антички локалитет Гумуриште.